# Nyim
Nyim là một thị trấn thuộc hạt Somogy, Hungary. Thị trấn này có diện tích 9,76 km², dân số năm 2010 là 298 người, mật độ 31 người/km².